# Pilar Quirosa-Cheyrouze
Pilar Quirosa-Cheyrouze (Tetuán, Marruecos, 28 de marzo de 1956-Almería, 15 de enero de 2019) fue una escritora española, afincada en Almería desde 1969. Fue hermana del historiador Rafael Quirosa-Cheyrouze y Muñoz.

## Trayectoria
Era licenciada en Filosofía y Letras por la Universidad de Granada, especializada en Prehistoria e Historia Antigua, y diplomada en Idiomas (francés e inglés) por la Escuela de Idiomas de la Universidad de Granada. 
Colaboró asiduamente con los medios de comunicación. También fue articulista del Diario Ideal, en la sección "Puerta de Purchena". Llevó adelante la crítica literaria en el diario "Europa Sur" de Algeciras, en el suplemento literario "La Isla", y en el Diario Málaga-Costa del Sol, en el suplemento literario "Papel Literario". Colaboró en revistas especializadas, como Foco Sur, sección cultura, Alhucema de Granada, Batarro, Zurcai, Ánfora Nova, Faherja.
Falleció el 15 de enero de 2019 en la ciudad de Almería, España.

## Asociaciones a las que perteneció
- Delegada de la Asociación de Escritores y Artistas Españoles en Almería. (AEAE).
- Miembro del departamento de Arte y Literatura del Instituto de Estudios Almerienses de la Excma. Diputación Provincial de Almería.
- Miembro de la directiva de la Asociación Andaluza de Críticos Literarios (AACL).
- Miembro adherido de la Sociedad General de Autores de España (SGAE).
- Miembro del Ilustre Colegio de Doctores y Licenciados en Filosofía y Letras y en Ciencias.
- Socio de CEDRO (Centro de edición de Derechos Reprográficos).
- Presidenta del Ateneo de Almería. (Años 1999-2003).
- Miembro fundador de SEHAL (Asociación de Estudios Históricos de Almería).
- Realizó el articulismo periodístico en las páginas del diario IDEAL, desde el año 1997, con sección propia, “Puerta Purchena”.
- Realiza la sección de crítica literaria del suplemento cultural “Papel Literario”, del diario Málaga-Costa del Sol.
- Dirigió la sección de crítica literaria en la revista sociocultural “Foco Sur”.
- Dirigió los cuadernos literarios “Papeles de Urs”, de ediciones Paralelo 37°.
- Dirigió los cuadernos literarios “Almedina”, de la sección literaria de la Asociación Andaluza Colectivo D. Tebeos.
- Dirigió la revista “Turismo y Cultura. Almería y sus espacios naturales”, de la Asociación Cultural Recreativa del parque natural del Cabo de Gata.
- Coordinó el Aula de Literatura de Roquetas de Mar desde el año 2004.
- Coordinó los Cuadernos Literarios de Roquetas de Mar.

## Poesía
Conchi Jiménez Álvarez dice que hay que destacar de Pilar Quirosa:

"la firmeza con que sirve a la alta misión de la poesía que ella misma se ha impuesto. Poesía alejada de estilos y gustos poéticos más o menos mercantilistas. Es por esto que Pilar franquea siempre el riesgo de una poesía nada cómoda, hermética a veces, pero variada y en constante evolución hacia una forma singular de expresar y sentir un mundo subjetivo, y también real, repleto de matices. Y esto sin olvidar que se debe a la vida, a un contexto concreto, a un tiempo que le presiona y le libera del mismo modo, a unos personajes, a una realidad, en definitiva, de la que obtiene motivos con los que recrea la vida y de la que da testimonio. Pilar es libre y libre su palabra, tierna y dulce, meditada y coherente. Siempre alerta al hondo sentir de lo humano. En este sentido hay que destacar entre sus obras "Por acuerdo tácito" (1995) y "Deshabitadas estancias", por su búsqueda para la poesía española de un camino abierto donde la palabra no es artificio sino rotunda sinceridad y viva reflexión."

## Publicaciones y colaboraciones
- Su obra ha sido incluida en numerosas antologías, tales como “Poesía almeriense actual”, edición de Francisco Domene García, “Tierras de la Alpujarra”, edición de Enrique Morón, “ Antología de 4 poetas almerienses”, de Ediciones Corona del Sur de Málaga bajo la dirección de Francisco Peralto, “Homenajes a García Lorca, Miguel Hernández y León Felipe”, de la Academia Iberoamericana de Poesía, “Poetas por la Paz”, del diario Málaga, “Poesía para el fin de un milenio”, dirigida por Miguel Ávila, “Antología de la Paz”, “Ecología y Literatura” y “Mujer y poesía”, ediciones de Ánfora Nova, “Guía de Escritoras y Artistas Andaluzas”, edición del Instituto Andaluz de la Mujer. Homenaje a José Hierro, del Instituto de Estudios Almerienses, Homenajes a Diego Granados y a Julio Alfredo Egea, así como la participación en la Antología “Cuentos del saliente”, ediciones dirigidas por el colectivo cultural Batarro.
- “Cuentos de fantasía y terror de la Axarquía almeriense”, edición de Juan Grima para la editorial Arráez.
- Sendos trabajos sobre Palestina, dirigidos por Juan Kalvellido y Jesús Aguado, el último de ellos editado por la Diputación de Málaga.
- Ha dirigido las antologías dedicada a Andersen (D Tebeos), a José Asenjo Sedano en 2004 y el libro dedicado a Celia Viñas (Instituto de Estudios Almerienses, 2015).
- Ha colaborado, entre otros medios, en los suplementos culturales “La Isla”, del diario Europa Sur de Algeciras (Cádiz), “Artes y Letras”, del diario Ideal, y “Mosaico”, del diario Huelva Información.
- Fue corresponsal de las revistas “Agora”, de Murcia y “Arboleda”, de Palma de Mallorca. Colaboró en revistas literarias, tales como “Hora de Poesía”, Batarro”, “Zurgai”, “Almunia”, “Alhucemas” o “Faherja”.
- Sus versos ha sido traducidos al francés y al italiano.
- Ha dirigido la Antología “Cuentos del Cabo de Gata”, de ediciones Amoladeras.

## Premios
- I Premio de Periodismo Juvenil por la dirección de la revista “Almariya”, otorgado por el Excmo. Ayuntamiento de Almería. (Año 1975).
- Finalista del Premio de Poesía “Ciudad de Almería”, otorgado por el Excmo. Ayuntamiento de Almería. (Año 1986).
- Finalista del Premio de Narrativa “Molino de la Bella Quiteria”, concedido por el Excmo. Ayuntamiento de Munera (Albacete). (Año 1994).
- Finalista del Premio de la Crítica de la Asociación Andaluza de Críticos Literarios por el poemario “El Lenguaje de la Hidra”. (Año 1998).
- Placa Especial de Periodismo de la Casa de Almería en Barcelona al conjunto de artículos y reseñas críticas publicados en los medios de comunicación. (Año 2001).
- Premio Meridiana, sección Educación y Cultura, otorgado por la Junta de Andalucía a través del Instituto de la Mujer. (Año 2003).
- Premio Internacional de Poesía Victoria Kent obtenido en Algeciras.Premio Trueno de Honor a la labor de difusión del Cómic en Prensa y Premio Colega, a la labor periodística. Premio al Mejor Libro Infantil y Juvenil (El viaje de Edgar) otorgado por el Gremio de Libreros de Almería en 2013.